# Xenopus longipes

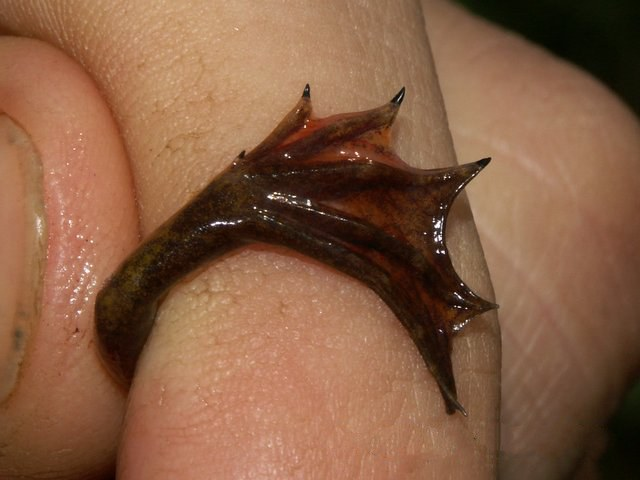
Pota

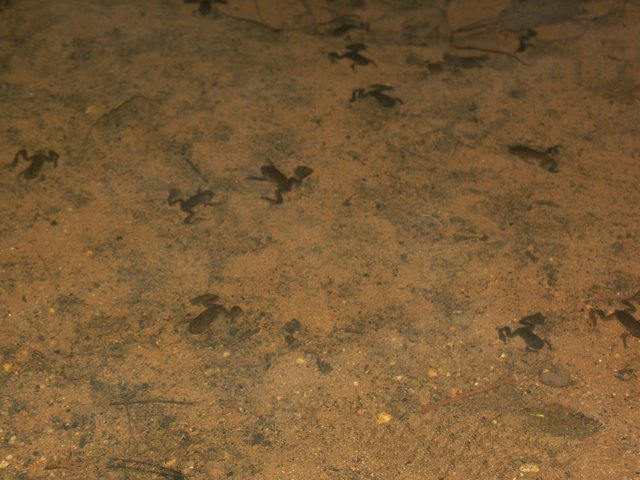
Exemplars en una bassa

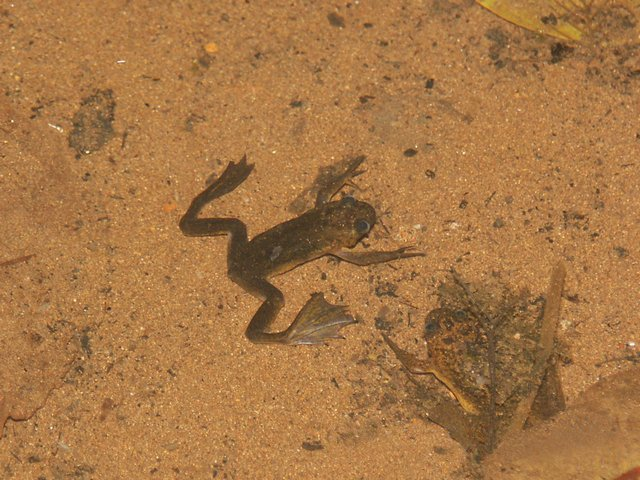

Xenopus longipes és una espècie d'amfibi de l'ordre dels anurs.

## Descripció
És relativament petita en comparació amb altres granotes del gènere Xenopus: els mascles fan 28-31 mm de longitud i les femelles 32-36. Petits punts negres a les parts dorsal i ventral. La part dorsal tendeix a ésser marró, mentre que la ventral és taronja brillant. Ulls grossos i amb la parpella inferior cobrint aproximadament 1/3 de la longitud de l'ull. A diferència de moltes altres espècies de Xenopus (les quals tenen grans peus palmats), aquesta espècie té petites potes palmades amb les extremitats primes i els dits molt llargs. Difereix d'altres Xenopus per la seua estructura òssia materialitzada en una singular estructura nasal.

## Hàbitat
Viu a una altitud de 2.219 m en un llac d'aigua dolça poc profund i eutròfic completament envoltat per un bosc pluvial montà. És totalment dependent de l'aigua car és bastant inepte a terra. A més, és el principal vertebrat aquàtic del llac i ocupa el nínxol ecològic que, en circumstàncies normals, li correspondria a un peix.

## Distribució geogràfica
Es troba al llac Oku (l'oest del Camerun, 6° 12′ N, 10° 28′ E).

## Estat de conservació
Està amenaçada d'extinció per l'alteració del seu hàbitat i a causa del reduït territori que ocupa (menys de 10 km²), ja que hi ha el temor que l'augment de la depredació per part d'espècies introduïdes pugui portar a una minva del seu nombre i a una aferrissada competència pels nutrients.